# Шахта № 17-17-біс
Державне підприємство «Шахта № 17-17-біс». (до 1999 року — шахта «Кіровська») — вугледобувне підприємство в Кіровському районі міста Донецька. З жовтня 2010 року знаходиться у стадії ліквідації.

## Історія
Шахта № 17-17-біс — одна з перших найбільших шахт Донецька і Донбасу. Рік закладки — 1925. Побудована в 1927—1932 роках і була розрахована на понад 500 тисяч тонн вугілля на рік. На момент будівництва мала високий для того часу рівень механізації технологічних процесів. У забудові з'явився новий для шахт того часу тип будинків — адміністративно-побутовий комбінат для обслуговування робітників.
Однак, при будівництві шахти залишилися недоліки через застосування звичайних клітьових підйомів, збереглися громіздкі пристрої самокатний відкатки і складна конфігурація споруд, які неорганізовано розташовані на території шахти.
1928 році в конторі шахти стався потужний вибух динаміту. Загинуло 12 людей.
У 1950 була відновлена після руйнування в роки Другої світової війни. До 1965 р. на шахті проведена реконструкція за проєктом, розробленим інститутом «Дондіпрошахт» в 1957 році. Виробнича потужність з 1965 р. — 460 т. т. в рік. З 1982 року — виробнича потужність 300 тис. тонн на рік. З 1997 року знижена до 150 тис. тонн на рік.
Причинами зниження потужності є відпрацювання високопродуктивних пластів і перехід на відпрацювання малопотужного пласта Н-8.
Розміри шахтного поля по простяганню — 5700 м, за падінням 4700 м. Вугілля, що видобувається шахтою, є коксівним і використовується в основному в коксової промисловості. Глибина виробки становить 1033 метри.
У 1999 році після банкрутства ДП "Шахта «Кіровська» шляхом реорганізації було створено "Шахту № 17-17 «біс».
Підприємство спеціалізувалося на видобутку вугілля марки Ж, основним споживачем якого виступав Авдіївський коксохімзавод. Станом на 2001 рік видобуток вугілля становив 57 240 тонн. З 2003 року шахта практично не здійснює видобутку вугілля. Шахта N 17-17 «біс» небезпечна за раптовими викидами пилу.
Адреса: 83011, вул. Кірова, м.Донецьк.

## Галерея

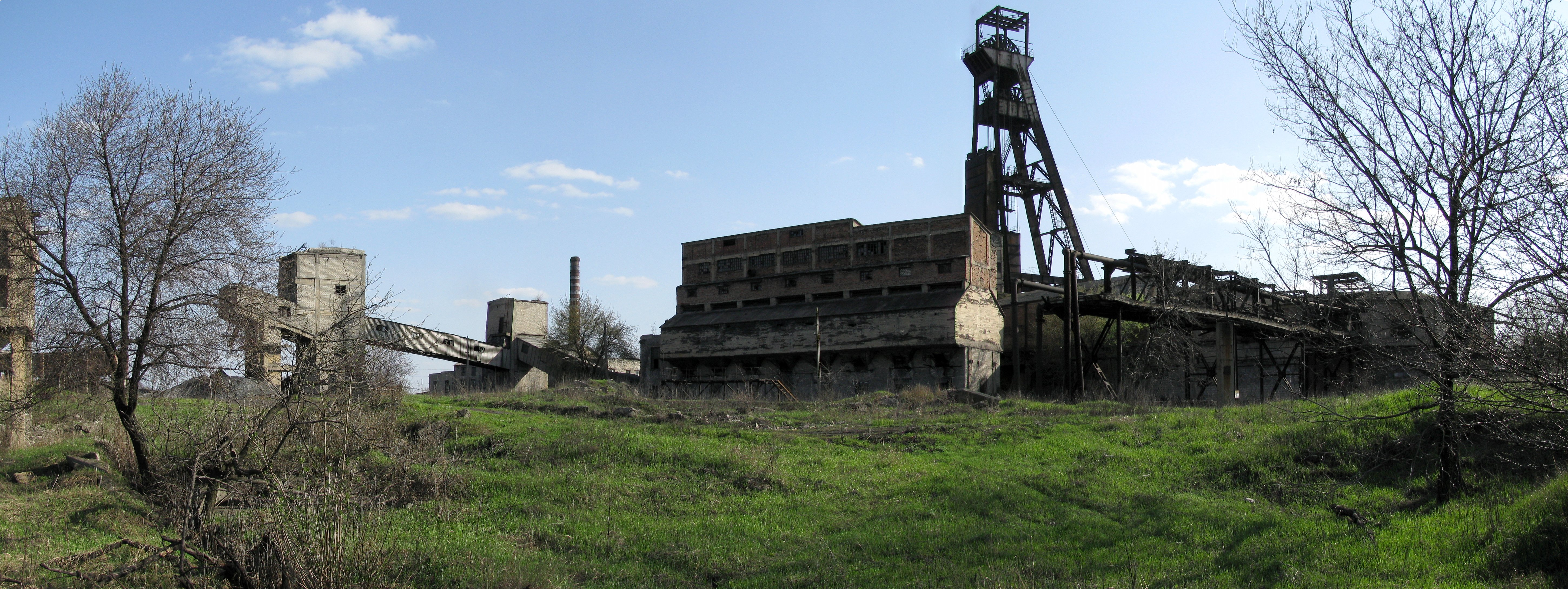
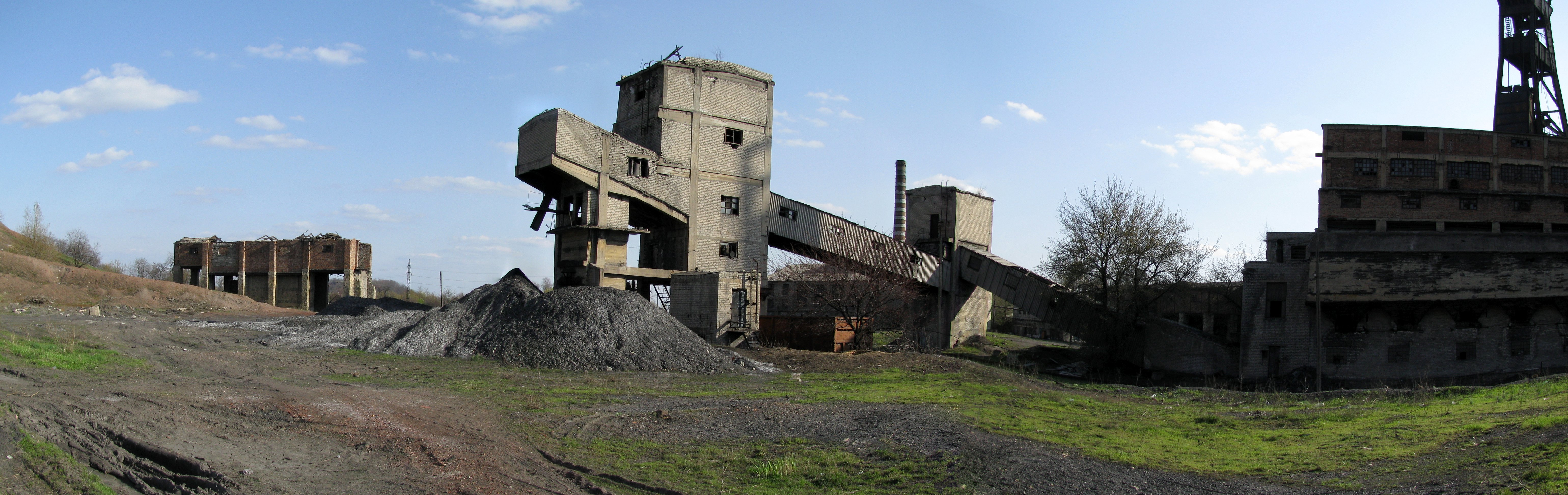
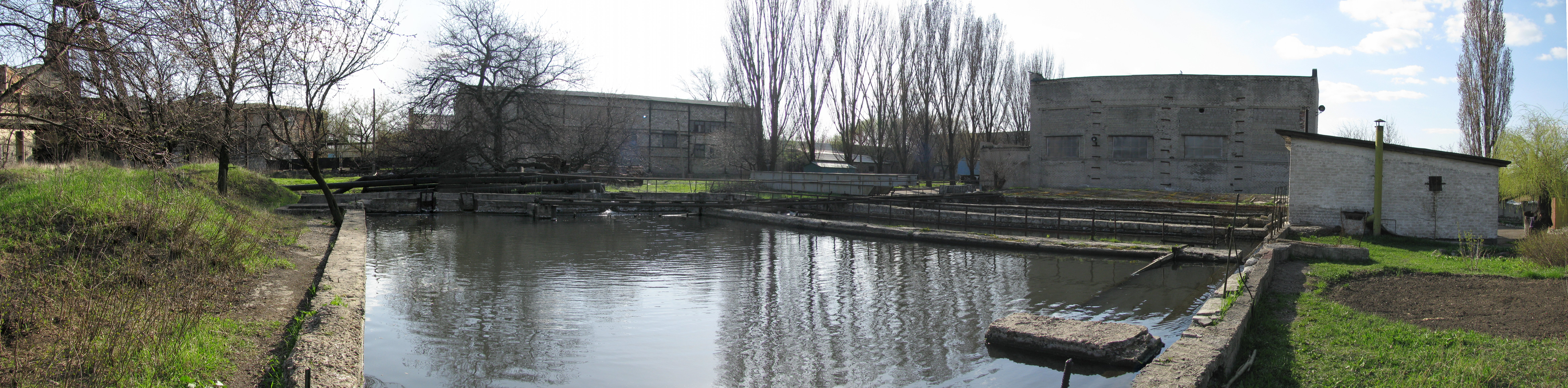
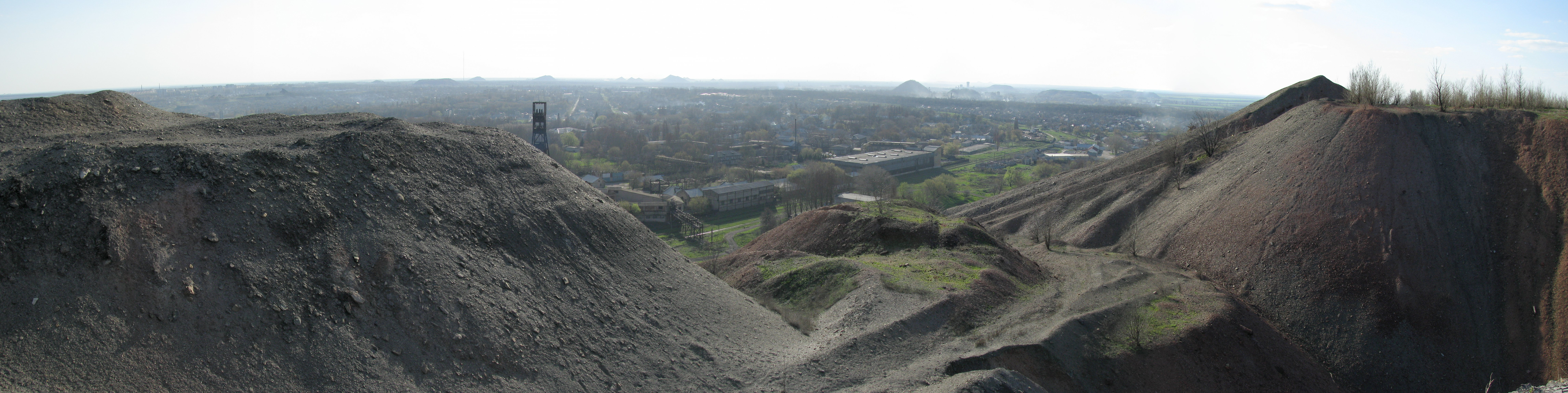
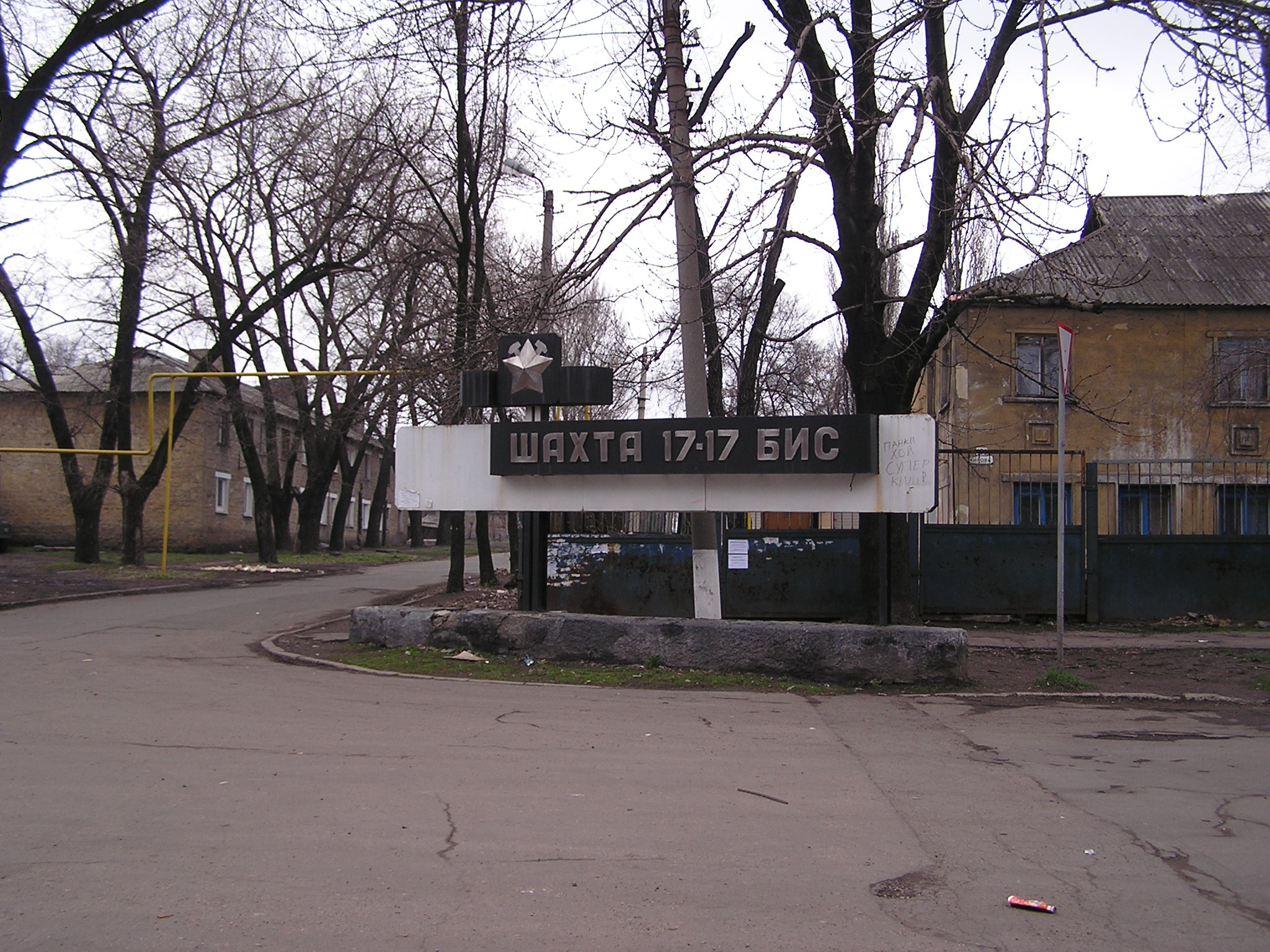
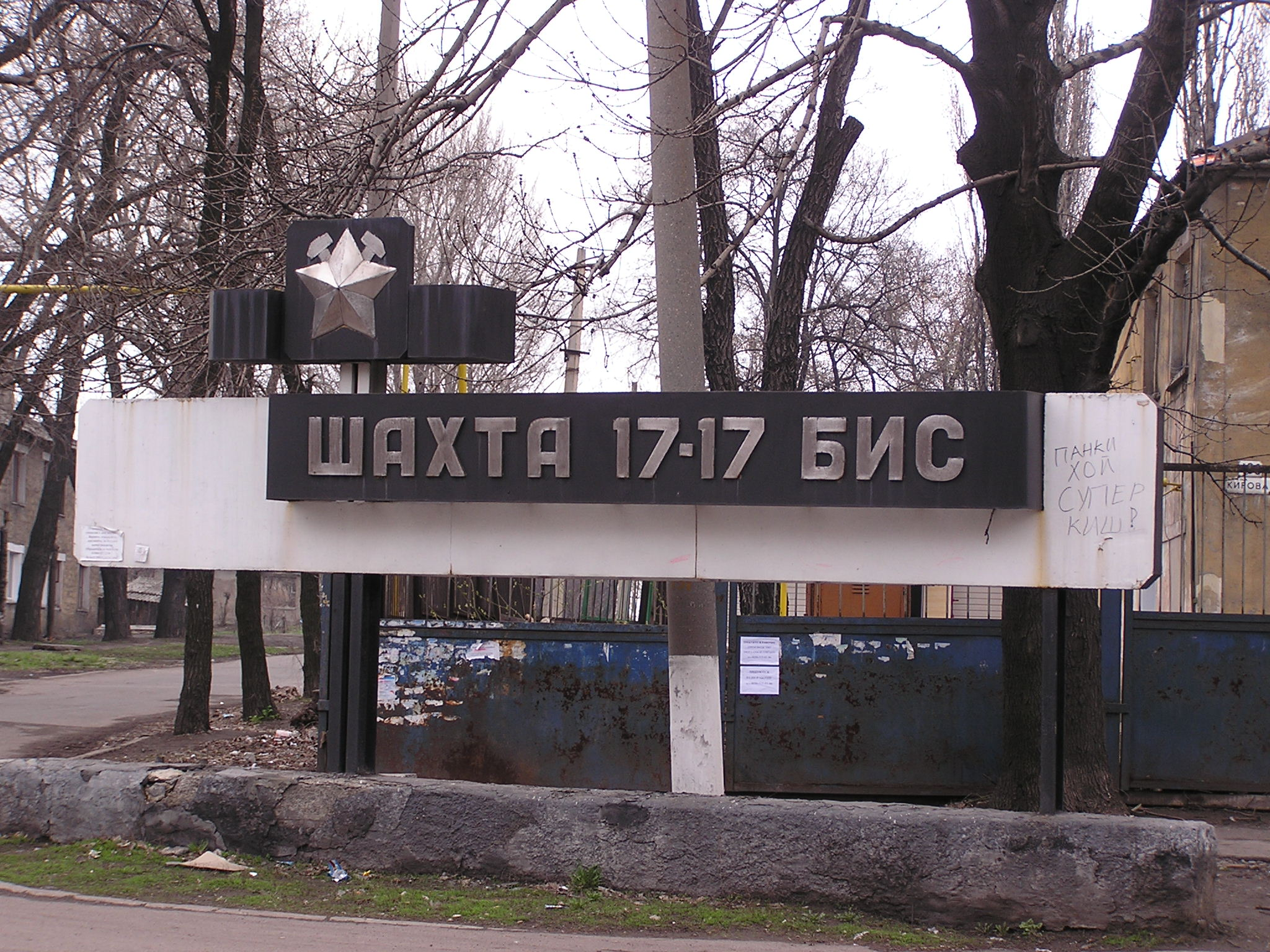
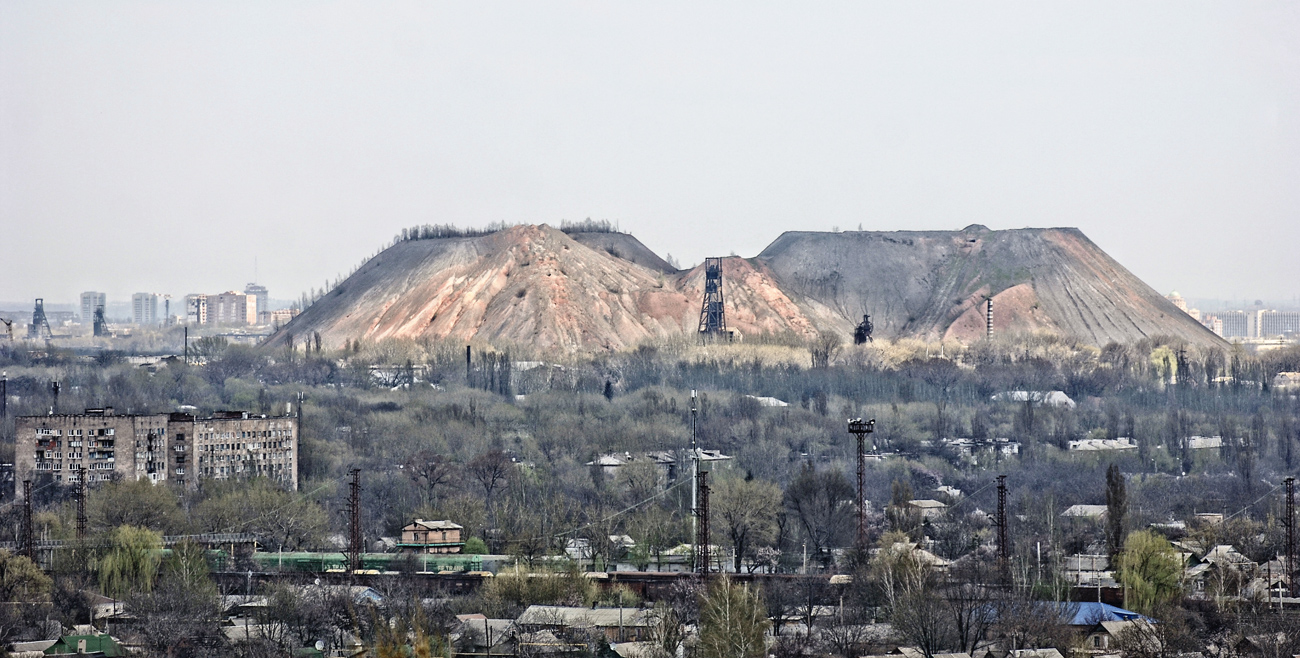
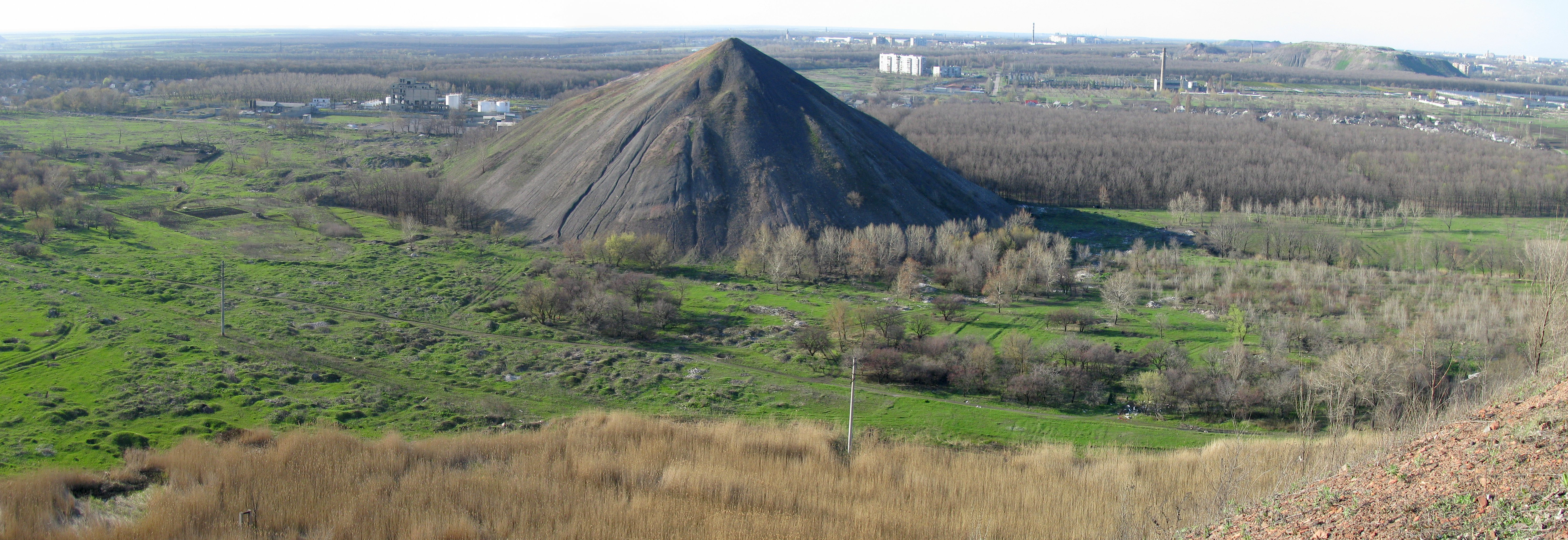
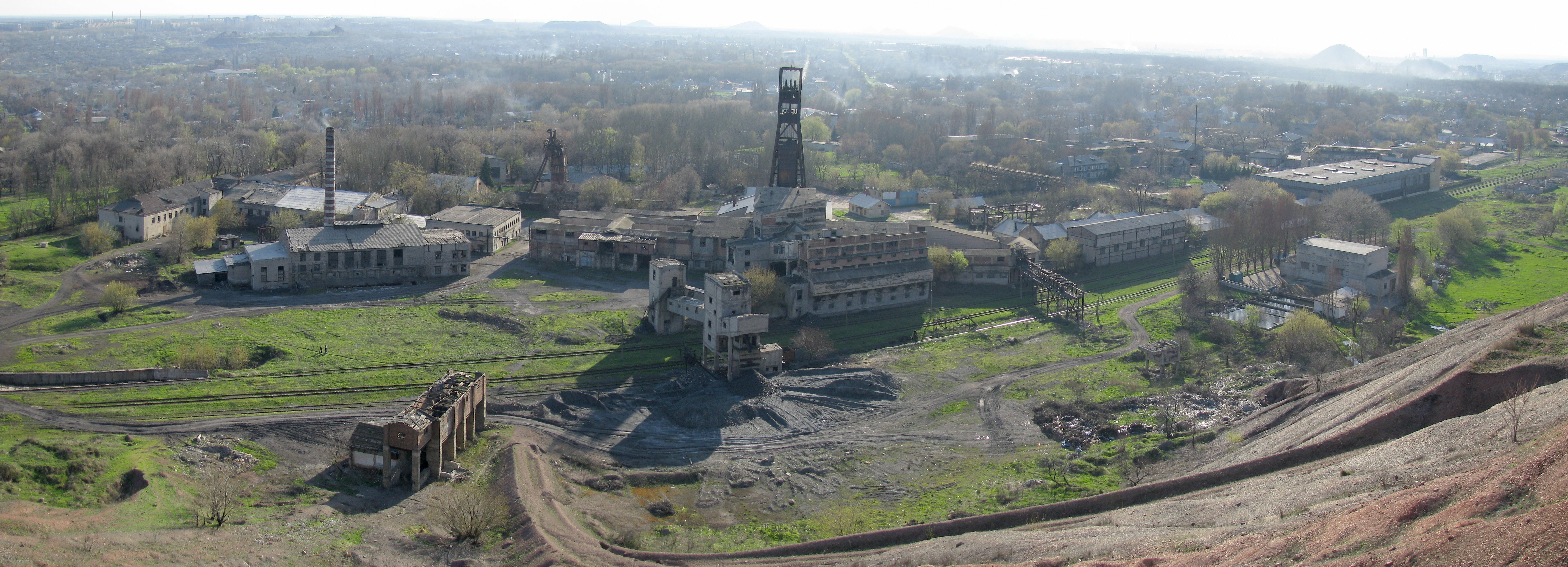
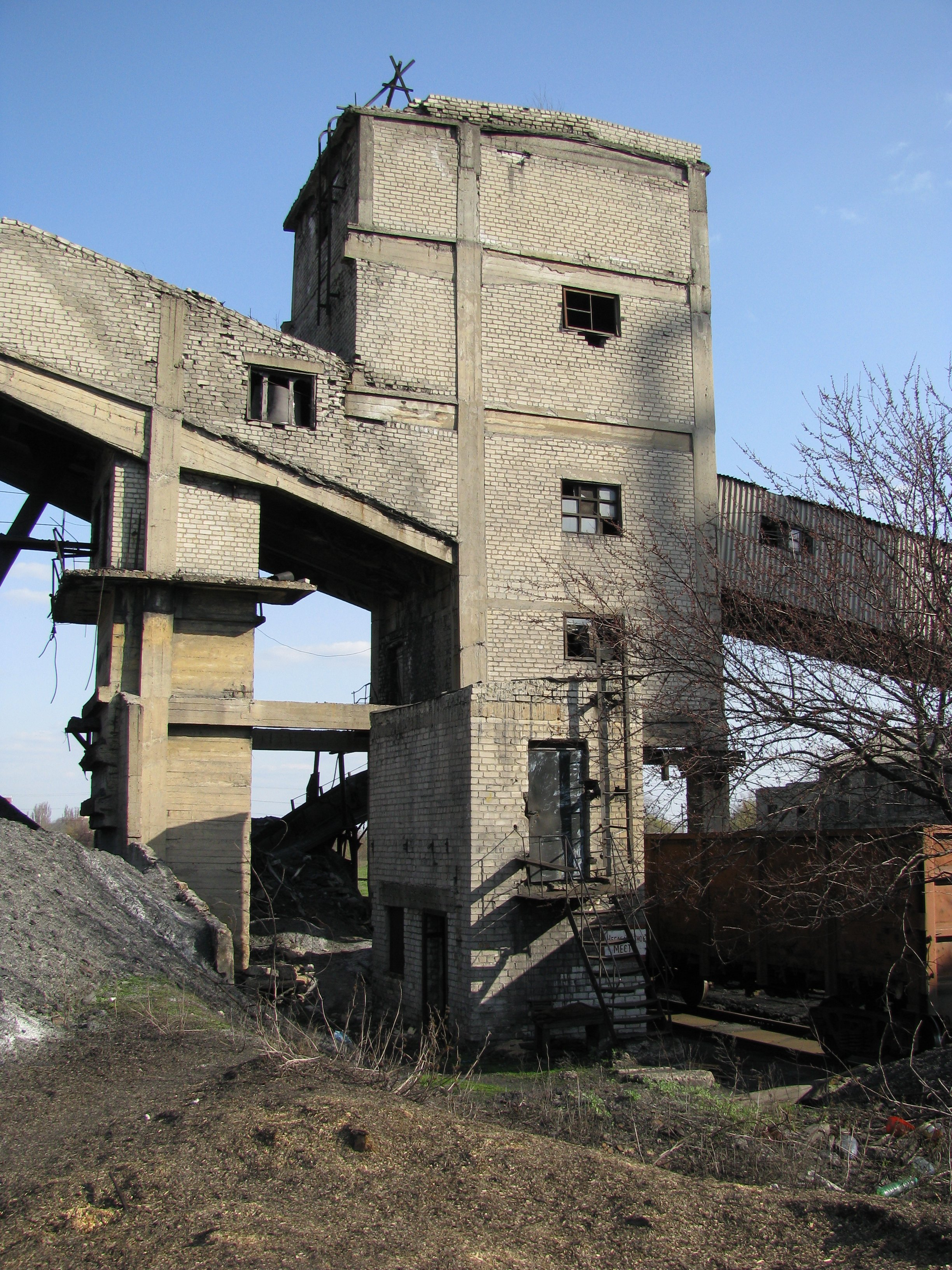
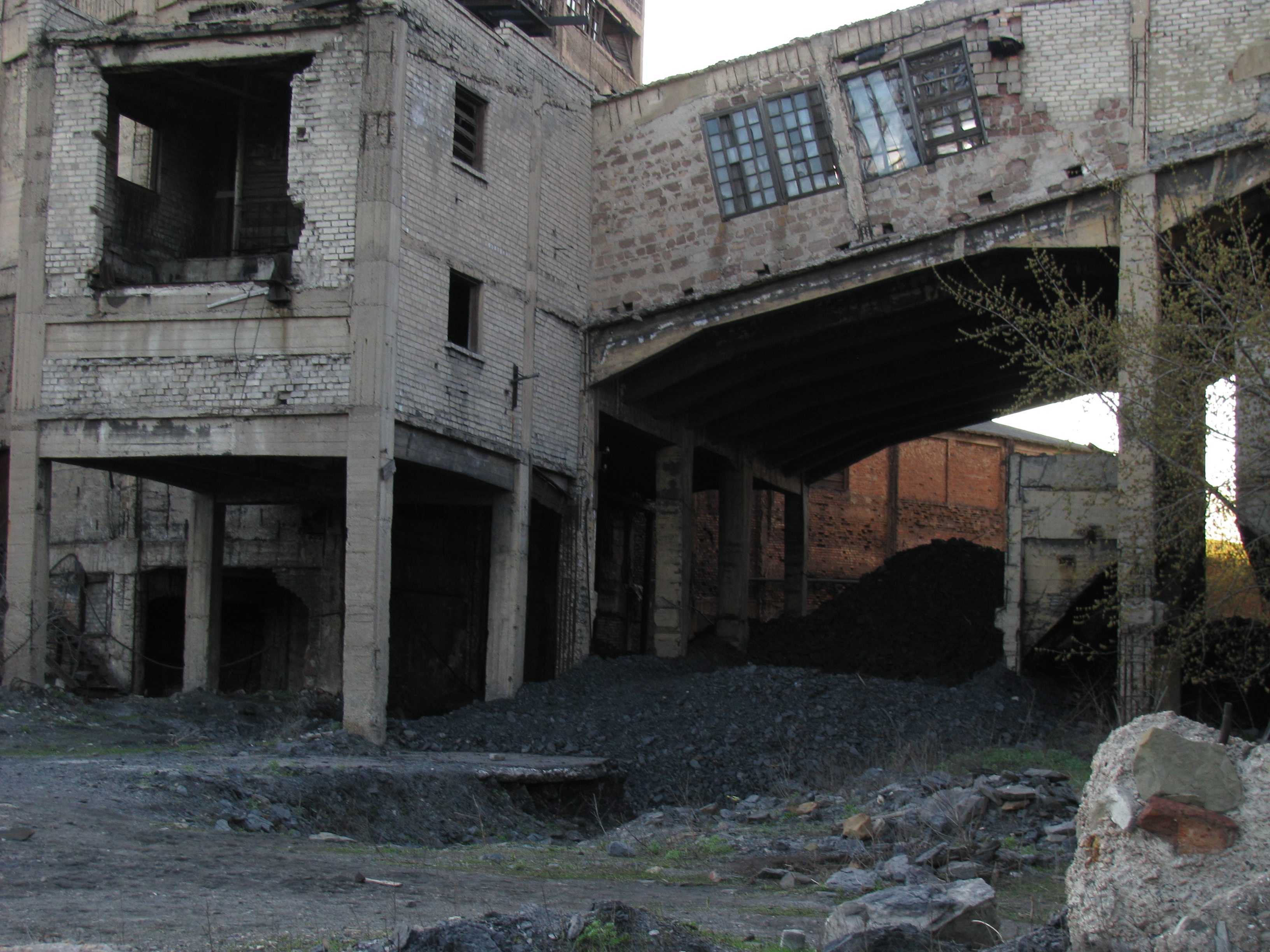
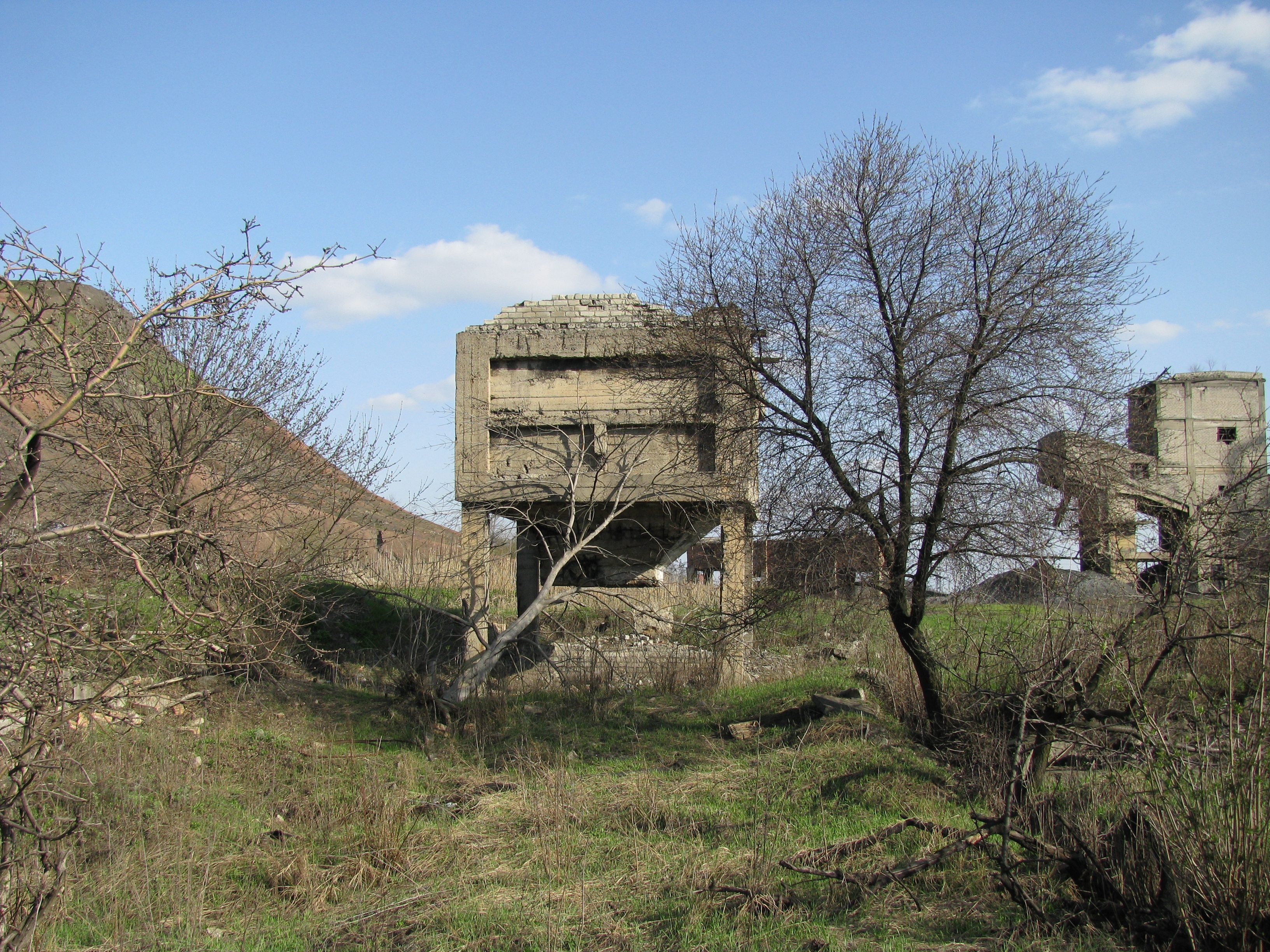